# プログレスM-13
プログレスM-13はロシア連邦が1992年にミール宇宙ステーションの補給のために打ち上げた無人宇宙補給機プログレス補給船。ミールに到着した64機のプログレスのうち31機目であり、プログレス-M (11F615A55)型であり、シリアル番号は214であった。

## 搭載貨物
ミールEO-11のクルーのための食料、水、酸素や科学実験用物品、ステーションのマニューバや軌道補正用の燃料が搭載されていた。

## 運用
プログレスM-13は1992年6月30日16時43分13秒(GMT)、バイコヌール宇宙基地31/6からソユーズ-U2ロケットで打ち上げられた。その後7月2日にドッキングは試みられたが、これは成功しなかった。その2日後、同年7月4日の12時38分(GMT)にミールのコアモジュール前方ポートにドッキングした。
19日間のドッキング飛行中、ミールは高度387kmから410km、傾斜角51.6°の軌道を飛行していた。プログレスM-13はソユーズTM-15の到着に向けて、7月24日4時14分0秒(GMT)にドッキングを解除した。その後数時間で軌道から外され、8時3分35秒ごろ太平洋上で大気圏に再突入し破壊された。

## 註
1. 1 2 3 4  McDowell, Jonathan. “Satellite Catalog”.   Jonathan's Space Page. 2009年8月31日閲覧。
2. ↑  “Progress M-13”. NSSDC Master Catalog.   US National Space Science Data Center. 2009年8月31日閲覧。
3. ↑  Krebs, Gunter. “Progress-M 1 - 13, 15 - 37, 39 - 67 (11F615A55, 7KTGM)”.   Gunter's Space Page. 2009年8月31日閲覧。
4. 1 2  McDowell, Jonathan. “Launch Log”.   Jonathan's Space Page. 2009年8月31日閲覧。
5. ↑  Wade, Mark. “Progress M”.   Encyclopedia Astronautica. 2009年8月3日時点のオリジナルよりアーカイブ。2009年8月31日閲覧。
6. 1 2  Anikeev, Alexander. “Cargo spacecraft "Progress M-13"”.   Manned Astronautics - Figures & Facts. 2007年10月9日時点のオリジナルよりアーカイブ。2009年8月31日閲覧。